# الخروب (قسنطينة)
الخروب إحدى بلديات ولاية قسنطينة يبلغ عدد سكانها حوالي 270.000 نسمة وذلك سنة 2010، بينما تجاوزت هدا الرقم كثيرا بفعل المشاريع السكنية الكثيرة في مدنها الجديدة الثلاث. وتعتبر ثاني أكبر بلدية في الولاية بعد عاصمة الولاية قسنطينة، كما تبعد عنها بحوالي 16.505 كلم جنوباً، وتبعد عن بلدية عين السمارة بـ 10 كلم.
تحتوي أيضًا على معلم أثري هام هو ضريح ماسينيسا، ومن أهم شهدائها شيهاني بشير، وأهم أحيائها البوسيجور وطنجة الفيلاج والكومينال وسيدي أعمر، وأحياء سكنية مثل: حي 200 مسكن، حي 312 مسكن، حي 450 مسكن، حي 500 مسكن، حي 900 مسكن، حي 1013، حي 1200، حي 1600 مسكن.
كما لها مدينتين جديدتين: ماسينيسا وعلي منجلي ، و تم استحداث مدينة جديدة ثالثة و هي المدينة الجديدة الشهيد شيهاني بشير ( عين النحاس سابقا ) وتحتوي على سوق أسبوعي يُفتح يومي الخميس والجمعة.

## الطرق الوطنية العابرة لتراب البلدية
الطريق الوطني رقم 03
الطريق الوطني رقم 20
الطريق الوطني رقم 79
الطريق السيار شرق غرب

## توأمة
لبلدية الخروب (قسنطينة) إتفاقية توأمية مع:
- ميلوز (فرنسا)

## أعلام
- شيحاني بشير
- عبد الحميد أبركان
- عبد الحميد مهري